# Jan Butler (podczaszy inflancki)
Jan Butler herbu własnego – podczaszy inflancki w latach 1733–1755.
Był posłem powiatu brasławskiego na sejm elekcyjny 1733 roku, elektorem Stanisława Leszczyńskiego w 1733 roku.